# Élections présidentielles sous la Cinquième République dans la Haute-Garonne
Depuis l'adoption de la Constitution de la Cinquième République française, dix élections présidentielles ont eu lieu afin d'élire le président de la République. Cette page présente les résultats de ces élections dans la Haute-Garonne.

## Synthèse des résultats du second tour
La Haute-Garonne vote traditionnellement plus à gauche que la France. Elle a en particulier placé François Mitterrand et Ségolène Royal en tête au second tour lors des élections de 1974 et 2007. En 2012, François Hollande obtient 7 points de plus qu'au niveau national. En 2017, Emmanuel Macron obtient 6 points de plus.
| 2022 | Emmanuel Macron (64,42 %) (France : 58,55 %) | Marine Le Pen (35,58 %) (France : 41,45 %) | 75,98 % (France : 71,99 %) | 7,64 % (France : 6,23 %) |

| 2017 | Emmanuel Macron (72,38 %) (France : 66,10 %) | Marine Le Pen (27,62 %) (France : 33,90 %) | 75,68 % (France : 77,77 %) | 1,82 % (France : 2,47 %) |

| 2012 | François Hollande (58,78 %) (France : 51,64 %) | Nicolas Sarkozy (41,22 %) (France : 48,36 %) | 83,47 % (France : 80,35 %) | 1,67 % (France : 5,82 %) |

| 2007 | Nicolas Sarkozy (45,53 %) (France : 53,06 %) | Ségolène Royal (54,47 %) (France : 46,94 %) | 87,51 % (France : 83,97 %) | 1,21 % (France : 4,20 %) |

| 2002 | Jacques Chirac (84,1 %) (France : 82,21 %) | J.-M. Le Pen (15,9 %) (France : 17,79 %) | 75,92 % (France : 79,71 %) | 3,46 % (France : 3,38 %) |

| 1995 | Jacques Chirac (46,2 %) (France : 52,64 %) | Lionel Jospin (53,8 %) (France : 47,36 %) | 81,28 % (France : 78,38 %) | 3,02 % (France : 2,81 %) |

| 1988 | François Mitterrand (59,68 %) (France : 54,02 %) | Jacques Chirac (40,32 %) (France : 45,98 % %) | 81,51 % (France : 81,35 %) | 1,76 % (France : 2,00 %) |

| 1981 | François Mitterrand (60,78 %) (France : 51,76 %) | Valéry Giscard d'Estaing (39,22 %) (France : 48,24 %) | 80,61 % (France : 81,09 %) | 1,52 % (France : 1,62 %) |

| 1974 | Valéry Giscard d'Estaing (43,64 %) (France : 50,81 %) | François Mitterrand (56,36 %) (France : 49,19 %) | 84,78 % (France : 84,23 %) | 0,87 % (France : 0,92 %) |

| 1969 | Georges Pompidou (49,84 %) (France : 58,21 %) | Alain Poher (50,16 %) (France : 41,79 %) | 77,48 % (France : 77,59 %) | 1,32 % (France : 1,29 %) |

| 1965 | Charles de Gaulle (42,68 %) (France : 55,20 %) | François Mitterrand (57,32 %) (France : 44,80 %) | 83,9 % (France : 84,75 %) | 1,12 % (France : 1,01 %) |

|  | ▲ |

## Résultats détaillés par scrutin

### 2022
Arrivé en tête du premier tour, le président sortant Emmanuel Macron (27,85 %) affronte Marine Le Pen (23,15 %), un duel identique à celui du scrutin de 2017. C'est la deuxième fois qu'un second tour opposant les mêmes candidats à deux scrutins présidentiels consécutifs a lieu après ceux où se sont affrontés Valéry Giscard d'Estaing et François Mitterrand en 1974 et 1981.
En troisième position avec 21,95 % des voix, Jean-Luc Mélenchon réalise le score le plus élevé de ses trois candidatures et arrive largement en tête de la gauche, mais échoue à accéder au second tour, avec environ 400 000 voix de moins que Marine Le Pen.
Une nouvelle fois, les partis politiques traditionnels sont absents du second tour, dans des proportions encore plus importantes que lors de la précédente élection. Le Parti socialiste et Les Républicains, représentés respectivement par Anne Hidalgo et Valérie Pécresse, s'effondrent avec des scores historiquement faibles et n'atteignent pas le seuil des 5 %, condition permettant d'être remboursé des frais de campagne.
Le second tour voit Emmanuel Macron l'emporter par 58,55 % des suffrages exprimés, permettant ainsi au président sortant d'entamer un second mandat. Le septennat ayant été aboli en 2000, il devient ainsi le premier président de la République française à être réélu pour un deuxième quinquennat, le deuxième président de la Cinquième République réélu hors période de cohabitation et le quatrième président de la Cinquième République réélu.
Dans la Haute-Garonne, Emmanuel Macron arrive en tête du premier tour avec 26,91 % des exprimés, suivi de Jean-Luc Mélenchon (25,84%), Marine Le Pen (18,28%), François Fillon (16,49 %) et Éric Zemmour (6,92%). Au second tour, les électeurs ont voté à 64,42% pour Emmanuel Macron contre 35,58% pour Marine Le Pen avec un taux de participation de 75,98 % des inscrits.
| Candidats                | Candidats                | Partis                   | Premier tour | Premier tour | Second tour | Second tour |
| Candidats                | Candidats                | Partis                   | Voix         | %            | Voix        | %           |
| ------------------------ | ------------------------ | ------------------------ | ------------ | ------------ | ----------- | ----------- |
|                          | Emmanuel Macron          | LREM                     | 196 712      | 26,91        | 409 622     | 64,42       |
|                          | Jean-Luc Mélenchon       | LFI                      | 188 867      | 25,84        |             |             |
|                          | Marine Le Pen            | RN                       | 133 254      | 18,23        | 226 250     | 35,58       |
|                          | Éric Zemmour             | REC                      | 50 613       | 6,92         |             |             |
|                          | Yannick Jadot            | EELV                     | 42 599       | 5,83         |             |             |
|                          | Jean Lassalle            | RES                      | 35 479       | 4,85         |             |             |
|                          | Valérie Pécresse         | LR                       | 27 153       | 3,71         |             |             |
|                          | Anne Hidalgo             | PS                       | 19 658       | 2,69         |             |             |
|                          | Fabien Roussel           | PCF                      | 16 307       | 2,23         |             |             |
|                          | Nicolas Dupont-Aignan    | DLF                      | 12 461       | 1,70         |             |             |
|                          | Philippe Poutou          | NPA                      | 4 888        | 0,67         |             |             |
|                          | Nathalie Arthaud         | LO                       | 3 006        | 0,41         |             |             |
|                          |                          |                          |              |              |             |             |
| Votes valides            | Votes valides            | Votes valides            | 730 979      | 97,86        | 635 872     | 89,94       |
| Votes blancs             | Votes blancs             | Votes blancs             | 10 129       | 1,36         | 51 784      | 7,32        |
| Votes nuls               | Votes nuls               | Votes nuls               | 5 847        | 1,36         | 19 366      | 2,74        |
| Total                    | Total                    | Total                    | 746 955      | 100          | 707 022     | 100         |
| Abstention               | Abstention               | Abstention               | 183 366      | 19,71        | 223 557     | 24,02       |
| Inscrits / participation | Inscrits / participation | Inscrits / participation | 930 321      | 80,29        | 930 579     | 75,98       |

### 2017
Le premier tour de l'élection présidentielle de 2017 voit s'affronter onze candidats. Emmanuel Macron arrive en tête devant Marine Le Pen et tous deux se qualifient pour le second tour. Néanmoins, avec François Fillon et Jean-Luc Mélenchon, les scores des quatre candidats ayant recueilli le plus de voix sont serrés (4,43 points entre le 1er et le 4e). Pour la première fois, aucun des candidats des deux partis politiques pourvoyeurs jusque-là des présidents de la Ve République, n'est présent au second tour. Celui-ci se tient le dimanche 7 mai et se solde par la victoire d'Emmanuel Macron, avec un total de 20 753 798 bulletins de vote en sa faveur, soit 66,10 % des suffrages exprimés, face à la candidate du Front national, qui recueille 33,90 %. Le scrutin est néanmoins marqué par une forte abstention et par un record de votes blancs ou nuls. 
Dans la Haute-Garonne, Emmanuel Macron arrive en tête du premier tour avec 26,43 % des exprimés, suivi de Jean-Luc Mélenchon (23,69 %), Marine Le Pen (16,71 %), François Fillon (16,49 %) et Benoît Hamon (8,37 %). Au second tour, les électeurs ont voté à 72,38 % pour Emmanuel Macron contre 27,62 % pour Marine Le Pen avec un taux de participation de 75,68 % des inscrits.
|             | EM          | Emmanuel Macron       | 190 128 | 26,43 %    | 436 665 | 72,38 %    |  |  |
|             | LFi         | Jean-Luc Mélenchon    | 170 446 | 23,69 %    |         |            |  |  |
|             | FN          | Marine Le Pen         | 120 225 | 16,71 %    | 166 595 | 27,62 %    |  |  |
|             | LR          | François Fillon       | 118 608 | 16,49 %    |         |            |  |  |
|             | PS          | Benoît Hamon          | 60 180  | 8,37 %     |         |            |  |  |
|             | DlF         | Nicolas Dupont-Aignan | 27 833  | 3,87 %     |         |            |  |  |
|             | RES         | Jean Lassalle         | 14 445  | 2,01 %     |         |            |  |  |
|             | NPA         | Philippe Poutou       | 7 116   | 0,99 %     |         |            |  |  |
|             | UPR         | François Asselineau   | 5 955   | 0,83 %     |         |            |  |  |
|             | LO          | Nathalie Arthaud      | 3 166   | 0,44 %     |         |            |  |  |
|             | SeP         | Jacques Cheminade     | 1 291   | 0,18 %     |         |            |  |  |
|             |             |                       |         |            |         |            |  |  |
|             |             |                       | Nombre  | % inscrits | Nombre  | % inscrits |  |  |
| Inscrits    | Inscrits    | Inscrits              | 906 653 |            | 906 832 |            |  |  |
| Abstentions | Abstentions | Abstentions           | 170 785 | 18,84 %    | 220 547 | 24,32 %    |  |  |
| Votants     | Votants     | Votants               | 735 868 | 81,16 %    | 686 285 | 75,68 %    |  |  |
|             |             |                       |         |            |         |            |  |  |
|             |             |                       |         | % votants  |         | % votants  |  |  |
| Blancs      | Blancs      | Blancs                | 11 410  | 1,26 %     | 60 572  | 6,68 %     |  |  |
| Nuls        | Nuls        | Nuls                  | 5 065   | 0,56 %     | 22 453  | 2,48 %     |  |  |
| Exprimés    | Exprimés    | Exprimés              | 719 393 | 79,35 %    | 603 260 | 66,52 %    |  |  |

### 2012
Hollande, désigné par le PS à la suite d'une primaire ouverte, devance Sarkozy dès le premier tour de l'élection présidentielle de 2012 : c'est la première fois qu'un président sortant est ainsi devancé. Au second tour, Sarkozy est battu mais par un écart plus faible qu'attendu.
Dans la Haute-Garonne, François Hollande arrive en tête du premier tour avec 32,83 % des exprimés, suivi de Nicolas Sarkozy (22,84 %), Marine Le Pen (15,31 %), Jean-Luc Mélenchon (13,38 %) et François Bayrou (9,32 %). Au second tour, les électeurs ont voté à 58,78 % pour François Hollande contre 41,22 % pour Nicolas Sarkozy avec un taux de participation de 82,83 % des inscrits.
|                | PS             | François Hollande     | 227 695 | 32,83 %    | 388 800 | 58,78 %    |  |  |
|                | UMP            | Nicolas Sarkozy       | 158 407 | 22,84 %    | 272 661 | 41,22 %    |  |  |
|                | FN             | Marine Le Pen         | 106 161 | 15,31 %    |         |            |  |  |
|                | FG             | Jean-Luc Mélenchon    | 92 798  | 13,38 %    |         |            |  |  |
|                | MoDem          | François Bayrou       | 64 648  | 9,32 %     |         |            |  |  |
|                | EELV           | Éva Joly              | 21 069  | 3,04 %     |         |            |  |  |
|                | DLF            | Nicolas Dupont-Aignan | 10 601  | 1,53 %     |         |            |  |  |
|                | NPA            | Philippe Poutou       | 7 672   | 1,11 %     |         |            |  |  |
|                | LO             | Nathalie Arthaud      | 2 839   | 0,41 %     |         |            |  |  |
|                | S&P            | Jacques Cheminade     | 1 703   | 0,25 %     |         |            |  |  |
|                |                |                       |         |            |         |            |  |  |
|                |                |                       | Nombre  | % inscrits | Nombre  | % inscrits |  |  |
| Inscrits       | Inscrits       | Inscrits              | 845 035 |            | 845 444 |            |  |  |
| Abstentions    | Abstentions    | Abstentions           | 139 682 | 16,53 %    | 145 128 | 17,17 %    |  |  |
| Votants        | Votants        | Votants               | 705 353 | 83,47 %    | 700 316 | 82,83 %    |  |  |
|                |                |                       |         |            |         |            |  |  |
|                |                |                       |         | % votants  |         | % votants  |  |  |
| Blancs ou nuls | Blancs ou nuls | Blancs ou nuls        | 11 760  | 1,67 %     | 38 855  | 5,55 %     |  |  |
| Exprimés       | Exprimés       | Exprimés              | 693 593 | 98,33 %    | 661 461 | 98,33 %    |  |  |

### 2007
Au premier tour de l'élection présidentielle de 2007, Sarkozy réussit à capter une partie des voix de Le Pen et arrive largement en tête. Royal est la première femme qualifiée pour le second tour d'une élection présidentielle. Elle est battue avec une avance de 6 points.
Dans la Haute-Garonne, Ségolène Royal arrive en tête du premier tour avec 33,09 % des exprimés, suivie de Nicolas Sarkozy (26,68 %), François Bayrou (19,36 %), Jean-Marie Le Pen (8,45 %) et Olivier Besancenot (3,75 %). Au second tour, les électeurs ont voté à 45,53 % pour Nicolas Sarkozy contre 54,47 % pour Ségolène Royal avec un taux de participation de 86,7 % des inscrits.
|                | PS             | Ségolène Royal       | 225 769 | 33,09 %    | 357 825 | 54,47 %    |  |  |
|                | UMP            | Nicolas Sarkozy      | 182 008 | 26,68 %    | 299 062 | 45,53 %    |  |  |
|                | UDF            | François Bayrou      | 132 091 | 19,36 %    |         |            |  |  |
|                | FN             | Jean-Marie Le Pen    | 57 621  | 8,45 %     |         |            |  |  |
|                | LCR            | Olivier Besancenot   | 25 602  | 3,75 %     |         |            |  |  |
|                | GPA            | Marie-George Buffet  | 11 694  | 1,71 %     |         |            |  |  |
|                | SE             | José Bové            | 11 221  | 1,64 %     |         |            |  |  |
|                | Les Verts      | Dominique Voynet     | 10 821  | 1,59 %     |         |            |  |  |
|                | MPF            | Philippe de Villiers | 9 997   | 1,47 %     |         |            |  |  |
|                | LO             | Arlette Laguiller    | 7 009   | 1,03 %     |         |            |  |  |
|                | CPNT           | Frédéric Nihous      | 5 601   | 0,82 %     |         |            |  |  |
|                | CNRSP          | Gérard Schivardi     | 2 821   | 0,41 %     |         |            |  |  |
|                |                |                      |         |            |         |            |  |  |
|                |                |                      | Nombre  | % inscrits | Nombre  | % inscrits |  |  |
| Inscrits       | Inscrits       | Inscrits             | 789 194 |            | 789 412 |            |  |  |
| Abstentions    | Abstentions    | Abstentions          | 98 556  | 12,49 %    | 105 020 | 13,3 %     |  |  |
| Votants        | Votants        | Votants              | 690 638 | 87,51 %    | 684 392 | 86,7 %     |  |  |
|                |                |                      |         |            |         |            |  |  |
|                |                |                      |         | % votants  |         | % votants  |  |  |
| Blancs ou nuls | Blancs ou nuls | Blancs ou nuls       | 8 383   | 1,21 %     | 27 505  | 4,02 %     |  |  |
| Exprimés       | Exprimés       | Exprimés             | 682 255 | 98,79 %    | 656 887 | 95,98 %    |  |  |

### 2002
Après cinq années de cohabitation, un duel est attendu entre Chirac et le Premier ministre Jospin lors de l'élection présidentielle de 2002, mais, à la surprise générale, ce dernier est devancé par Le Pen au premier tour. Au second tour, Chirac bénéficie du ralliement de la gauche et reçoit un score sans précédent. Il s'agit de la première élection pour un mandat de cinq ans et non plus sept.
Dans la Haute-Garonne, Lionel  Jospin arrive en tête du premier tour avec 21,24 % des exprimés, suivi de Jean-Marie Le Pen (16,6 %), Jacques  Chirac (15,19 %), Noel  Mamere (6,89 %) et François Bayrou (6,4 %). Au second tour, les électeurs ont voté à 84,1 % pour Jacques  Chirac contre 15,9 % pour Jean-Marie  Le Pen avec un taux de participation de 82,52 % des inscrits.
|                | PS             | Lionel Jospin           | 110 550 | 21,24 %    |         |            |  |  |
|                | FN             | Jean-Marie Le Pen       | 86 395  | 16,6 %     | 87 682  | 15,9 %     |  |  |
|                | RPR            | Jacques Chirac          | 79 080  | 15,19 %    | 463 850 | 84,1 %     |  |  |
|                | Les Verts      | Noël Mamère             | 35 868  | 6,89 %     |         |            |  |  |
|                | UDF            | François Bayrou         | 33 291  | 6,4 %      |         |            |  |  |
|                | MC             | Jean-Pierre Chevènement | 30 276  | 5,82 %     |         |            |  |  |
|                | LO             | Arlette Laguiller       | 28 887  | 5,55 %     |         |            |  |  |
|                | LCR            | Olivier Besancenot      | 24 285  | 4,67 %     |         |            |  |  |
|                | CPNT           | Jean Saint-Josse        | 20 062  | 3,85 %     |         |            |  |  |
|                | DL             | Alain Madelin           | 16 422  | 3,15 %     |         |            |  |  |
|                | PC             | Robert Hue              | 16 024  | 3,08 %     |         |            |  |  |
|                | PRG            | Christiane Taubira      | 12 386  | 2,38 %     |         |            |  |  |
|                | Cap21          | Corinne Lepage          | 10 582  | 2,03 %     |         |            |  |  |
|                | MNR            | Bruno Mégret            | 9 284   | 1,78 %     |         |            |  |  |
|                | FRS            | Christine Boutin        | 4 985   | 0,96 %     |         |            |  |  |
|                | PT             | Daniel Gluckstein       | 2 166   | 0,42 %     |         |            |  |  |
|                |                |                         |         |            |         |            |  |  |
|                |                |                         | Nombre  | % inscrits | Nombre  | % inscrits |  |  |
| Inscrits       | Inscrits       | Inscrits                | 710 223 |            | 710 237 |            |  |  |
| Abstentions    | Abstentions    | Abstentions             | 171 014 | 24,08 %    | 124 172 | 17,48 %    |  |  |
| Votants        | Votants        | Votants                 | 539 209 | 75,92 %    | 586 065 | 82,52 %    |  |  |
|                |                |                         |         |            |         |            |  |  |
|                |                |                         |         | % votants  |         | % votants  |  |  |
| Blancs ou nuls | Blancs ou nuls | Blancs ou nuls          | 18 666  | 3,46 %     | 34 533  | 5,89 %     |  |  |
| Exprimés       | Exprimés       | Exprimés                | 520 543 | 96,54 %    | 551 532 | 94,11 %    |  |  |

### 1995
Après une nouvelle cohabitation et alors que la droite est particulièrement divisée entre Chirac et le Premier ministre Balladur, Jospin réussit à arriver en tête au premier tour de l'élection présidentielle de 1995, malgré la très lourde défaite de la gauche aux législatives de 1993. Au second tour, il est battu par Chirac.
Dans la Haute-Garonne, Lionel Jospin arrive en tête du premier tour avec 31,87 % des exprimés, suivi de Jacques Chirac (18,29 %), Édouard Balladur (16,02 %), Jean-Marie Le Pen (12,63 %) et Robert Hue (7,77 %). Au second tour, les électeurs ont voté à 53,8 % pour Lionel Jospin contre 46,2 % pour Jacques Chirac avec un taux de participation de 81,46 % des inscrits.
|                | PS             | Lionel Jospin        | 164 580 | 31,87 %    | 270 653 | 53,8 %     |  |  |
|                | RPR            | Jacques Chirac       | 94 453  | 18,29 %    | 232 465 | 46,2 %     |  |  |
|                | RPR            | Édouard Balladur     | 82 702  | 16,02 %    |         |            |  |  |
|                | FN             | Jean-Marie Le Pen    | 65 200  | 12,63 %    |         |            |  |  |
|                | PC             | Robert Hue           | 40 103  | 7,77 %     |         |            |  |  |
|                | LO             | Arlette Laguiller    | 31 249  | 6,05 %     |         |            |  |  |
|                | Les Verts      | Dominique Voynet     | 18 877  | 3,66 %     |         |            |  |  |
|                | MPF            | Philippe de Villiers | 17 847  | 3,46 %     |         |            |  |  |
|                | S&P            | Jacques Cheminade    | 1 387   | 0,27 %     |         |            |  |  |
|                |                |                      |         |            |         |            |  |  |
|                |                |                      | Nombre  | % inscrits | Nombre  | % inscrits |  |  |
| Inscrits       | Inscrits       | Inscrits             | 655 099 |            | 654 471 |            |  |  |
| Abstentions    | Abstentions    | Abstentions          | 122 616 | 18,72 %    | 121 346 | 18,54 %    |  |  |
| Votants        | Votants        | Votants              | 532 483 | 81,28 %    | 533 125 | 81,46 %    |  |  |
|                |                |                      |         |            |         |            |  |  |
|                |                |                      |         | % votants  |         | % votants  |  |  |
| Blancs ou nuls | Blancs ou nuls | Blancs ou nuls       | 16 085  | 3,02 %     | 30 007  | 5,63 %     |  |  |
| Exprimés       | Exprimés       | Exprimés             | 516 398 | 96,98 %    | 503 118 | 94,37 %    |  |  |

### 1988
Après deux ans de cohabitation, Mitterrand affronte le Premier ministre Chirac lors de l'élection présidentielle de 1988. Le Pen obtient au premier tour un score jusque-là sans précédent pour un parti d'extrême droite. Au second tour, Mitterrand est facilement réélu.
Dans la Haute-Garonne, François Mitterrand arrive en tête du premier tour avec 40,35 % des exprimés, suivi de Jacques Chirac (16,79 %), Raymond Barre (14,74 %), Jean-Marie Le Pen (13,15 %) et André Lajoinie (5,9 %). Au second tour, les électeurs ont voté à 59,68 % pour François Mitterrand contre 40,32 % pour Jacques Chirac avec un taux de participation de 84,79 % des inscrits.
|                | PS                    | François Mitterrand | 189 847 | 40,35 %    | 287 139 | 59,68 %    |  |  |
|                | RPR                   | Jacques Chirac      | 78 996  | 16,79 %    | 193 995 | 40,32 %    |  |  |
|                | SE                    | Raymond Barre       | 69 344  | 14,74 %    |         |            |  |  |
|                | FN                    | Jean-Marie Le Pen   | 61 877  | 13,15 %    |         |            |  |  |
|                | PC                    | André Lajoinie      | 27 776  | 5,9 %      |         |            |  |  |
|                | Les Verts             | Antoine Waechter    | 17 430  | 3,7 %      |         |            |  |  |
|                | Communiste rénovateur | Pierre Juquin       | 14 254  | 3,03 %     |         |            |  |  |
|                | LO                    | Arlette Laguiller   | 9 442   | 2,01 %     |         |            |  |  |
|                | MPT                   | Pierre Boussel      | 1 538   | 0,33 %     |         |            |  |  |
|                |                       |                     |         |            |         |            |  |  |
|                |                       |                     | Nombre  | % inscrits | Nombre  | % inscrits |  |  |
| Inscrits       | Inscrits              | Inscrits            | 587 575 |            | 587 518 |            |  |  |
| Abstentions    | Abstentions           | Abstentions         | 108 639 | 18,49 %    | 89 377  | 15,21 %    |  |  |
| Votants        | Votants               | Votants             | 478 936 | 81,51 %    | 498 141 | 84,79 %    |  |  |
|                |                       |                     |         |            |         |            |  |  |
|                |                       |                     |         | % votants  |         | % votants  |  |  |
| Blancs ou nuls | Blancs ou nuls        | Blancs ou nuls      | 8 432   | 1,76 %     | 17 007  | 3,41 %     |  |  |
| Exprimés       | Exprimés              | Exprimés            | 470 504 | 98,24 %    | 481 134 | 96,59 %    |  |  |

### 1981
Lors de l'élection présidentielle de 1981, Giscard d'Estaing arrive en tête au premier tour et affronte, comme la fois précédente, Mitterrand. Pour la première fois, un président sortant est battu : Mitterrand devient le premier président de gauche de la Ve République.
Dans la Haute-Garonne, François Mitterrand arrive en tête du premier tour avec 33,74 % des exprimés, suivi de Valéry Giscard d'Estaing (21,96 %), Jacques Chirac (16 %), Georges Marchais (15,43 %) et Brice Lalonde (4,15 %). Au second tour, les électeurs ont voté à 56,36 % pour François Mitterrand contre 39,22 % pour Valéry Giscard d'Estaing avec un taux de participation de 86,01 % des inscrits.
|                | PS             | François Mitterrand      | 141 538 | 33,74 %    | 268 136 | 60,78 %    |  |  |
|                | UDF            | Valéry Giscard d'Estaing | 92 114  | 21,96 %    | 172 995 | 39,22 %    |  |  |
|                | RPR            | Jacques Chirac           | 67 123  | 16 %       |         |            |  |  |
|                | PC             | Georges Marchais         | 64 737  | 15,43 %    |         |            |  |  |
|                | MEP            | Brice Lalonde            | 17 394  | 4,15 %     |         |            |  |  |
|                | MRG            | Michel Crépeau           | 10 542  | 2,51 %     |         |            |  |  |
|                | LO             | Arlette Laguiller        | 9 825   | 2,34 %     |         |            |  |  |
|                | Divers droite  | Marie-France Garaud      | 5 997   | 1,43 %     |         |            |  |  |
|                | PSU            | Huguette Bouchardeau     | 5 133   | 1,22 %     |         |            |  |  |
|                | Divers droite  | Michel Debré             | 5 092   | 1,21 %     |         |            |  |  |
|                |                |                          |         |            |         |            |  |  |
|                |                |                          | Nombre  | % inscrits | Nombre  | % inscrits |  |  |
| Inscrits       | Inscrits       | Inscrits                 | 528 425 |            | 528 364 |            |  |  |
| Abstentions    | Abstentions    | Abstentions              | 102 449 | 19,39 %    | 73 907  | 13,99 %    |  |  |
| Votants        | Votants        | Votants                  | 425 976 | 80,61 %    | 454 457 | 86,01 %    |  |  |
|                |                |                          |         |            |         |            |  |  |
|                |                |                          |         | % votants  |         | % votants  |  |  |
| Blancs ou nuls | Blancs ou nuls | Blancs ou nuls           | 6 481   | 1,52 %     | 13 326  | 2,93 %     |  |  |
| Exprimés       | Exprimés       | Exprimés                 | 419 495 | 98,48 %    | 441 131 | 97,07 %    |  |  |

### 1974
L'élection présidentielle de 1974 est une élection anticipée à la suite de la mort de Pompidou. Mitterrand, candidat unique de la gauche, est largement en tête au premier tour devant Giscard d'Estaing, qui distance lui-même Chaban-Delmas. Au terme d'une campagne animée, marquée par un débat télévisé tendu, Giscard d'Estaing l'emporte avec une très courte avance.
Dans la Haute-Garonne, François Mitterrand arrive en tête du premier tour avec 49,9 % des exprimés, suivi de Valéry Giscard d'Estaing (28,68 %), Jacques Chaban-Delmas (13,77 %), Arlette Laguiller (2,47 %) et Jean Royer (1,6 %). Au second tour, les électeurs ont voté à 56,36 % pour François Mitterrand contre 43,64 % pour Valéry Giscard d'Estaing avec un taux de participation de 88,07 % des inscrits.
|                | PS             | François Mitterrand       | 178 133 | 49,9 %     | 207 524 | 56,36 %    |  |  |
|                | RI             | Valéry Giscard d'Estaing' | 102 395 | 28,68 %    | 160 695 | 43,64 %    |  |  |
|                | UDR            | Jacques Chaban-Delmas     | 49 146  | 13,77 %    |         |            |  |  |
|                | LO             | Arlette Laguiller         | 8 815   | 2,47 %     |         |            |  |  |
|                | SE             | Jean Royer                | 5 709   | 1,6 %      |         |            |  |  |
|                | SE, écologiste | René Dumont               | 4 778   | 1,34 %     |         |            |  |  |
|                | FN             | Jean-Marie Le Pen         | 3 546   | 0,99 %     |         |            |  |  |
|                | FCR            | Alain Krivine             | 1 624   | 0,45 %     |         |            |  |  |
|                | MDSF           | Émile Muller              | 1 429   | 0,4 %      |         |            |  |  |
|                | MFE            | Jean-Claude Sebag         | 651     | 0,18 %     |         |            |  |  |
|                | NAR            | Bertrand Renouvin         | 558     | 0,16 %     |         |            |  |  |
|                |                |                           |         |            |         |            |  |  |
|                |                |                           | Nombre  | % inscrits | Nombre  | % inscrits |  |  |
| Inscrits       | Inscrits       | Inscrits                  | 424 807 |            | 424 765 |            |  |  |
| Abstentions    | Abstentions    | Abstentions               | 64 672  | 15,22 %    | 50 685  | 11,93 %    |  |  |
| Votants        | Votants        | Votants                   | 360 135 | 84,78 %    | 374 080 | 88,07 %    |  |  |
|                |                |                           |         |            |         |            |  |  |
|                |                |                           |         | % votants  |         | % votants  |  |  |
| Blancs ou nuls | Blancs ou nuls | Blancs ou nuls            | 3 143   | 0,87 %     | 5 861   | 1,57 %     |  |  |
| Exprimés       | Exprimés       | Exprimés                  | 356 992 | 99,13 %    | 368 219 | 98,43 %    |  |  |

### 1969
L'élection présidentielle de 1969 est une élection anticipée à la suite de la démission de De Gaulle. La gauche se lance désunie dans la course et, bien que Duclos (PCF) manque de le devancer, c'est le président par intérim Poher qui accède au second tour face à l'ex-Premier ministre Pompidou. Alors que Duclos refuse d'appeler à voter au second tour pour « bonnet blanc ou blanc bonnet », Pompidou est finalement largement élu.
Dans la Haute-Garonne, Georges Pompidou arrive en tête du premier tour avec 39,66 % des exprimés, suivi de Alain Poher (27,18 %), Jacques Duclos (19,54 %), Gaston Defferre (6,72 %) et Michel Rocard (4,51 %). Au second tour, les électeurs ont voté à 50,16 % pour Alain Poher contre 49,84 % pour Georges Pompidou avec un taux de participation de 73,73 % des inscrits.
|                | UDR            | Georges Pompidou | 120 898 | 39,66 %    | 136 790 | 49,84 %    |  |  |
|                | CD             | Alain Poher      | 82 845  | 27,18 %    | 137 645 | 50,16 %    |  |  |
|                | PC             | Jacques Duclos   | 59 561  | 19,54 %    |         |            |  |  |
|                | SFIO           | Gaston Defferre  | 20 482  | 6,72 %     |         |            |  |  |
|                | PSU            | Michel Rocard    | 13 737  | 4,51 %     |         |            |  |  |
|                | LC             | Alain Krivine    | 4 457   | 1,46 %     |         |            |  |  |
|                | SE             | Louis Ducatel    | 2 855   | 0,94 %     |         |            |  |  |
|                |                |                  |         |            |         |            |  |  |
|                |                |                  | Nombre  | % inscrits | Nombre  | % inscrits |  |  |
| Inscrits       | Inscrits       | Inscrits         | 398 727 |            | 398 727 |            |  |  |
| Abstentions    | Abstentions    | Abstentions      | 89 810  | 22,52 %    | 104 751 | 26,27 %    |  |  |
| Votants        | Votants        | Votants          | 308 917 | 77,48 %    | 293 976 | 73,73 %    |  |  |
|                |                |                  |         |            |         |            |  |  |
|                |                |                  |         | % votants  |         | % votants  |  |  |
| Blancs ou nuls | Blancs ou nuls | Blancs ou nuls   | 4 082   | 1,32 %     | 19 541  | 6,65 %     |  |  |
| Exprimés       | Exprimés       | Exprimés         | 304 835 | 98,68 %    | 274 435 | 93,35 %    |  |  |

### 1965
L'élection présidentielle de 1965 est la première élection au suffrage universel direct à la suite du référendum d'octobre 1962. De Gaulle est mis en ballottage, à la surprise générale, par Mitterrand, candidat unique de la gauche. La campagne du second tour est axée sur l'Europe et les relations internationales ainsi que sur l'armement nucléaire. De Gaulle est finalement réélu avec une large avance.
Dans la Haute-Garonne, François Mitterrand arrive en tête du premier tour avec 40,34 % des exprimés, suivi de Charles de Gaulle (35,94 %), Jean Lecanuet (12,1 %), Jean-Louis Tixier-Vignancour (8,87 %) et Pierre Marcilhacy (1,71 %). Au second tour, les électeurs ont voté à 57,32 % pour François Mitterrand contre 42,68 % pour Charles de Gaulle avec un taux de participation de 84,04 % des inscrits.
|                | CIR            | François Mitterrand          | 129 579 | 40,34 %    | 181 861 | 57,32 %    |  |  |
|                | UNR            | Charles de Gaulle            | 115 419 | 35,94 %    | 135 429 | 42,68 %    |  |  |
|                | MRP            | Jean Lecanuet                | 38 856  | 12,1 %     |         |            |  |  |
|                | SE             | Jean-Louis Tixier-Vignancour | 28 476  | 8,87 %     |         |            |  |  |
|                | PLE            | Pierre Marcilhacy            | 5 492   | 1,71 %     |         |            |  |  |
|                | SE             | Marcel Barbu                 | 3 358   | 1,05 %     |         |            |  |  |
|                |                |                              |         |            |         |            |  |  |
|                |                |                              | Nombre  | % inscrits | Nombre  | % inscrits |  |  |
| Inscrits       | Inscrits       | Inscrits                     | 387 132 |            | 386 737 |            |  |  |
| Abstentions    | Abstentions    | Abstentions                  | 62 328  | 16,1 %     | 61 732  | 15,96 %    |  |  |
| Votants        | Votants        | Votants                      | 324 804 | 83,9 %     | 325 005 | 84,04 %    |  |  |
|                |                |                              |         |            |         |            |  |  |
|                |                |                              |         | % votants  |         | % votants  |  |  |
| Blancs ou nuls | Blancs ou nuls | Blancs ou nuls               | 3 624   | 1,12 %     | 7 715   | 2,37 %     |  |  |
| Exprimés       | Exprimés       | Exprimés                     | 321 180 | 98,88 %    | 317 290 | 97,63 %    |  |  |